# Meydān-e Tafallī
Meydān-e Tafallī (persiska: میدان تفلی, Meydān Ţoflī) är en ort i Iran.   Den ligger i provinsen Kermanshah, i den västra delen av landet, 500 km väster om huvudstaden Teheran. Meydān-e Tafallī ligger 1 197 meter över havet och antalet invånare är 119.
Terrängen runt Meydān-e Tafallī är huvudsakligen kuperad, men norrut är den bergig. Meydān-e Tafallī ligger nere i en dal. Runt Meydān-e Tafallī är det ganska tätbefolkat, med 72 invånare per kvadratkilometer. Närmaste större samhälle är Nīmeh Kāreh, 5,3 km öster om Meydān-e Tafallī. Omgivningarna runt Meydān-e Tafallī är i huvudsak ett öppet busklandskap.